# Enrico Castellani
Enrico Castellani (Castelmassa, 4 augustus 1930 – Rome, 1 december 2017) was een Italiaanse schilder, graficus en installatiekunstenaar.

## Leven en werk
Castellani werd geboren in Castelmasse in de provincie Rovigo. Hij studeerde van 1952 tot 1956 schilder- en beeldhouwkunst aan de Koninklijke Kunstacademie en architectuur aan de École nationale supérieure des arts visuels (La Cambre) in Brussel. Na zijn studie keerde hij terug naar Italië en hij vestigde zich in 1957 in Milaan. Hij werkte in Milaan tot 1963 in de studio van de architect Franco Buzzi, maar ving zijn experimenten in de schilderkunst direct aan en presenteerde in 1959 zijn eerste reliëf-werken: de Superficie nera. In 1958 kwam hij in contact met Piero Manzoni, met wie hij ging samenwerken en bevriend bleef, en Lucio Fontana. Zij werden lid van de kunstenaarsbeweging Movimento Arte Nucleare en kwamen in contact met de Nederlandse Nul-beweging, de Duitse beweging Zero en de Franse Groupe de Recherche d'Art Visuel (GRAV). In 1959 verlieten Castellani en Manzoni de groep en startten in Milaan een eigen galerie, de Galleria Azimut en hun eigen blad Azimuth, dat tot 1963 bleef bestaan.
Hij vertegenwoordigde Italië tijdens de Biënnale van Venetië in de jaren 1964, 1966, 1984 en 2003 en werd in 1968 uitgenodigd voor deelname aan de 4.documenta in de Duitse stad Kassel. In 1965 nam hij deel aan de expositie The Responsive Eye in het Museum of Modern Art in New York en was hij met werk vertegenwoordigd bij de Biënnale van São Paulo in de Braziliaanse stad São Paulo. In 1970 was hij een der deelnemers aan de tentoonstelling Vitalità del negativo nell'arte italiana in het Palazzo delle Esposizioni in Rome, in 1981 nam hij deel aan de expositie Identité Italien. L'art en Italie depuis 1959 in het Centre Georges Pompidou in Parijs en in 1994 aan The Italian Metamorphosis in het Guggenheim Museum in New York. In 2010 kreeg hij de Praemium Imperiale voor schilderkunst in Japan.
Castellani woonde en werkte in Celleno in de regio Lazio. Hij is bekend geworden met zijn monochrome werken en zijn minimalisme is verwant aan het werk van de kunstenaars Yves Klein en Donald Judd.

## Enkele werken
- Superficie nera (1959)
- Superficie nera (1961)[1] - Expositie Chromofobie in Pescara (2009)
- Superficie (1962)[2], Kunsthal Rotterdam (2008)
- Superficie bianca (1964), collectie van de Galleria nazionale d'arte moderna e contemporanea in Rome
- Superficie nera n.2 (1964), Collezione Maramotti in Reggio Emilia
- Superficie blu (1966), Collezione Maramotti
- Superficie bianca (1973), Courtauld Gallery in Londen
- Enfitensi II (1987), binnencollectie van het Beeldenpark Villa Celle in Santomato di Pistoia bij de stad Pistoia
- Superficie argento[3] (2009), Haunch of Venison in Londen (2009)